# Mimela fukiensis
Mimela fukiensis är en skalbaggsart som beskrevs av Machatschke 1955. Mimela fukiensis ingår i släktet Mimela och familjen Rutelidae. Inga underarter finns listade i Catalogue of Life.